# Lưu Hòa (Hán Triệu)
Lưu Hòa (giản thể: 刘和; phồn thể: 劉和; bính âm: Líu Hé) (?-310), tên tự Huyền Thái (玄泰), là hoàng đế thứ hai của nhà Hán Triệu trong lịch sử Trung Quốc. Ông chỉ trị vì trong bảy ngày vào năm 310.
Lưu Hòa là con trai trưởng của hoàng đế sáng lập nên Hán Triệu là Lưu Uyên, mẫu thân ông là Hô Diên Hoàng hậu. Ông được phong làm Lương vương (梁王) vào năm 308. Đầu năm 310, Lưu Uyên lập ông làm thái tử. Ông được mô tả là cao lớn, đẹp trai, hiếu học, song có tính đa nghi và hà tiện.
Trước khi Lưu Uyên chết vào năm 310, ông ta đã ủy thác cho các con trai của mình, cũng là em trai của Lưu Hòa là Lưu Dụ (劉裕), Lưu Long (劉隆) và Lưu Nghệ (劉乂) chỉ huy các đội quân trọng yếu tại kinh thành, một người con trai khác của ông là Lưu Thông cũng được giao một đội quân lớn khác, với mục đích để họ giúp đỡ anh trai mình trong việc quản lý và quân sự. Một nhóm các triều thần, cả người Hung Nô và Hán, được giao các trách nhiệm khác nhau để hỗ trợ Lưu Hòa. Tuy nhiên, ba triều thần đã bị bỏ qua, gồm thúc phụ bên ngoại của Lưu Hòa là Hô Diên Du (呼延攸), Lưu Thặng (劉乘) và Lưu Nhuệ (劉銳). Họ trở nên bất mãn và thuyết phục Lưu Hòa rằng ông không thể an toàn nếu các em trai của ông được giữ các đội quân lớn tại hoặc gần kinh thành. Ba ngày sau cái chết của Lưu Uyên, theo lệnh của Lưu Hòa, các viên quan này bắt đầu mở cuộc tấn công bất ngờ chống lại bốn em trai của Lưu Hòa —Lưu Nhuệ đánh Lưu Thông, Hô Diên Du đánh Lưu Dụ, Lưu Thặng đánh Lưu Long, và Điền Mật (田密) cùng Lưu Tuyền (劉璿) đánh Lưu Nghệ. Tuy nhiên, khi Điền Mật và Lưu Tuyền đang trên đường tiến đánh, họ không những không đánh Lưu Nghệ mà còn hộ tống ông đến cảnh báo Lưu Thông, sau đó chuẩn bị cho cuộc đối đầu. Lưu Nhuệ rút quân của mình. Trong hai ngày tiếp theo, Lưu Dụ và Lưu Long bị đánh bại và bị giết. Hai ngày sau nữa, Lưu Thông bao vây hoàng cung và giết chết Lưu Hòa, Lưu Thặng, Lưu Nhuệ và Hô Diên Du. Ban đầu, ngai vàng được dự định trao cho Lưu Nghệ, song sau đó Lưu Thông đã đoạt lên ngôi hoàng đế.